# بدل رفو المزوري
بدل رفو المزوري أو بدل محمد طاهر أديب كردي عراقي من مواليد 1 أغسطس 1960 في قرية الشيخ حسن، كردستان العراق.

## حياته ومسيرته
أكمل المزوري دراسته الابتدائية والثانوية في مدينة الموصل في العراق. تخرج من قسم اللغة الروسية، كلية الآداب من جامعة بغداد عام 1985، بدأ بالنشر نهاية السبعينيات باللغة العربية بجريدة الحدباء في الموصل. من خلال دراسته في بغداد، واكب صحافة العاصمة ونشر نتاجاته الأدبية والصحفية باللغتين العربية والكردية في صحافة ودوريات العاصمة ومنها (الأقلام، الطليعة الأدبية، بيان، هاوكاري، روشه نبيري نوى، الثقافة، العراق، باشكوى عيراق..إلخ). عمل مراسلًا صحفيًا من مدينة الموصل لصحيفة بزاف وهاوكاري ومجلة ره نكين منتصف الثمانينيات. يعمل بمجال الشعر والترجمة والصحافة وادب الرحلات. يعيش المزوري في النمسا منذ عام 1991. عضو في نقابة صحفيي النمسا، عضو اتحاد ادباء النمسا. وعضو جمعية المترجميين العراقيين، المركز العام - بغداد. عضو في الاتحاد العالمي للسينمائيين العرب. شارك في الكثير من المهرجانات السينمائية ضمن الطاقم الصحفي للمهرجان ومنها مهرجانات أفلام الجبال ومهرجان الفيلم النمساوي. شارك خلال مسيرته الثقافية في كثير من المهرجانات الشعرية في العراق والنمسا وكازاخستان والمغرب. اقيمت له امسيات شعرية وثقافية في العراق وإقليم كردستان والعالم باللغات الكردية والعربية والألمانية. كتب الكثير من الأدباء والنقاد حول تجربته الشعرية ومنهم زهير كاظم عبود، إبراهيم اليوسف، د. خالد يونس خالد، فتح الله الحسيني، د. توفيق التونجي، د. هدية الايوبي، جلال زنكابادي، الناقد مسعود عكو، قيس قرداغي، الروائي والشاعر اسعد الجبوري، القاص والناقد حسب الله يحيى، الشاعرة سوزان سامي جميل، عبد الغني علي يحيى، د. مؤيد عبد الستار، حكيم نديم الداوودي، الناقد جوتيار تمر، نجيب بالايي، الشاعر المغربي إبراهيم القهوايجي، د. ضياء نافع، د. عبد الاله الصائغ، الكاتب المغربي عبد الحي مفتاح، الناقد حسن العابدي، الشاعر عبد الجواد الخنيفي، الدكتور جليل كمال الدين، الروائي محمد سليم سواري، الناقد اللبناني شوقي بزيع، الكاتب المصري عبد العزيز الشرقاوي، د. عائدة بدر ،الكاتبة الفلسطينية دينا سليم وعصمت شاهين حسن. نشر المزوري نتاجًا كثيًفا في الصحافة العراقية والعربية (الثقافة الأجنبية والأديب والتآخي والصوت الآخر والاتحاد والاداب العالمية والجوبة السعودية وصدى المهجر الأمريكية وسردم العربي ورامان والسفير اللبنانية والصباح الجديد وطريق الشعب والمؤتمر والمنارة وجريدة الزمان طبعة لندن وجريدة الشمال المغربية) ونشرت قصائده في أنطولوجيات عربية وألمانية 
يجيد المزوري اللغات الكردية، العربية، الإنجليزية، الألمانية والروسية وترجمت قصائده إلى العربية، الإنجليزية، الألمانية، الفرنسية، الايطالية، الروسية والتركية.

## مؤلفاته
- ومضات جبلية من الشعر الكردي المعاصر عن وزارة الثقافة والإعلام في العراق عام 1989
- أغنية الباز ـ قصائد كردية مترجمة ـ دهوك 2001
- رسول حمزاتوف وطالما تدور الأرض بمشاركة الأستاذ خيري هزار مزوري ـ دهوك 2001
- أنطولوجيا شعراء النمسا باللغة العربية، ترجمة عن الألمانية ـ دار الزمان السورية ـ دمشق 2008
- أنطولوجيا شعراء النمسا باللغة الكردية ـ مؤسسة سبيريز للطبع والنشرـ دهوك ـ كردستان العراق 2008
- وطن اسمه آفيفان ـ قصائد كردية مترجمة ـ سندباد للنشر - القاهرة 2009
- آفيفان ـ قصائد للشاعر الكردي عبد الرحمن مزوري ـ ترجمة ـ دار سردم للنشر في السليمانية - كردستان العراق 2009
- قصائد حب نمساوية باللغة العربية، ترجمة عن الألمانية ـ دار الزمان السورية ـ دمشق 2010
- دم الصنوبر.قصائد للشاعر بدرخان السندي.ترجمة.عن منشورات اتحاد الأدباء الكرد ـــ فرع دهوك\كردستان العراق.2010
- قصائد حب كردية.ترجمة عن الكردية، على هامش المهرجان التكريمي في دهوك.مطبعة خاني دهوك - كردستان العراق2010 .
- الوطن الأبيض (قصائد من النمسا) ترجمة عن الألمانية، باللغة الكردية - دهوك ـ كردستان العراق 2011.
- مواويل الشتاء..اصوات شعرية من كردستان ـ ترجمة عن الكردية، باللغة العربية \دهوك ـ إصدارات جمعية الشعراء الشباب في دهوك 2011.
- الشهد والثلج، ترجمة عن الكردية، باللغة العربية - عن دار الثقافة والنشر الكردية بغداد، العراق 2013.
- النسر وشعراء من وطن الثلج والنار، باللغة العربية عن دار الشؤون الثقافية في بغدادالعراق 2013.
- وطن جديد (قصائد من النمسا) ترجمة عن الألمانية باللغة العربية دهوك كردستان العراق 2014.
- بدل رفو صقر من كردستان باللغة الألمانية بقلم الروائية أنغيبورك ماريا اورتنر صدرت في مطبعة فايس هاوبت في النمسا سنة 2013
- رقصة الشعر (قصائد من النمسا) ترجمة عن الألمانية بالعربية ـ دار الزمان السورية ـ دمشق 2017 .
- أطفال الهند علموني (قصائد وشهادات من الادب الكردي في المهجر) بالعربية ـ دار الزمان السورية ـ دمشق 2018.
- بدل رفو.. سندباد القصيدة الكردية في المهجر للناقد عصمت شاهين الدوسكي، دار الزمان السورية - دمشق 2018.[7]
- العالم بعيون كردية باللغة العربية، من أدب الرحلات، عن مؤسسة خاني للثقافة والاعلام - مطبعة خاني دهوك 2018.[8]
- أطفال الكرد تغريدة حزن - من أدب المهجر ، ديوان شعري من منشورات مكتب اعلام الاتحاد الوطني الكردستاني في كردستان العراق 2023[9]
- لالش بلاد لا تقبع على خرائط الحقد - من أدب المهجر ، ديوان شعري من اصدارات مركز لالش الثقافي والاجتماعي في دهوك ، كردستان العراق 2023[10]

## التكريمات والشهادات
حاز المزوري على شهادات تقديرية في كثير من الدول عن دوره في نشر الأدب الكردي والنمساوي في العالم ومنها:
- تكريم من جمعية هيفي في جامعة كازاخستان الحكومية عام 2009 .
- اقيم له مهرجان تكريمي في مدينة دهوك - كردستان العراق يوم 7 تشرين الأول 2010 والذي يعد أول مهرجان في تاريخ العراق يكرم فيه الشعب أحد ادبائه.[11]
- تم تكريمه من قبل الفرع الأول للحزب الديمقراطي الكردستاني في مدينة دهوك - كردستان العراق عام 2010 .
- اقيم له احتفال تكريمي وتم تدوين حياته في بيوغرافيا للروائية النمساوية ماريا انغيبورك اورتنرفي كتاب (صقر من كردستان) في المكتبة الوطنية النمساوية عام 2013 .
- تم منحه المواطنة الشرفية في مدينة شفشاون المغربية من قبل عمدة المدينة محمد السفياني في احتفال تكريمي عام 2018.[12]
- تم تكريمه من دار الثقافة التابعة لوزارة الثقافة المغربية في شفشاون عام 2018 .
- تم تكريمه بشهادات تقديرية من المهرجان الوطني للشعر المغربي ومنتدى الحوار للثقافات والفنون في شفشاون عام 2018.[13]
- تم تكريمه من قبل مؤسسة خاني للثقافة والاعلام في كردستان العراق عام 2018 .
- تم تكريمه من قبل البيت العربي النمساوي للثقافة والفنون في فيينا لجهوده في الحركة الثقافية النمساوية عام 2019 .
- تم تكريمه بدرع النادي العائلي في مدينة القوش في العراق عام 2019.[14]
- تم تكريمه في كلية العلوم الانسانية ، جامعة دهوك لدوره في نقل ثقافة الكرد وشعبه للعالم على درب أدب الرحلات وكذلك تم تكريمه من قسم الفنون التشكيلية بلوحة كبيرة لمدينة شفشاون بريشة الفنان دلشاد نائف عام 2021
- تم تكريمه في كلية العلوم الانسانية ، جامعة زاخو بد محاضرة قيمة لطلبة الكلية والاساتذة حول تجربته مع أدب الرحلاتعام 2022 [15]
- تم تكريمه بدرع مركز لالش الثقافي والاجتماعي في دهوك وباعذرة بدرع المركز لدوره الانساني الثقافة الانسانية عام 2023 [16]